# James Donald
James Donald (Aberdeen, 18 de maig de 1917 – West Tytherley, 3 d'agost de 1993) va ser un actor escocès. Alt i prim, es va especialitzar en interpretar figures autoritàries.

## Obra

### Filmografia
| Pel·lícules | Pel·lícules                    | Pel·lícules                     | Pel·lícules                                         |
| Any         | Pel·lícula                     | Paper                           | Notes                                               |
| ----------- | ------------------------------ | ------------------------------- | --------------------------------------------------- |
| 1942        | The Missing Million            |                                 |                                                     |
| 1942        | One of Our Aircraft Is Missing |                                 | No surt als crèdits                                 |
| 1942        | Alibi                          | Camprer                         | No surt als crèdits                                 |
| 1942        | Sang, suor i llàgrimes         | Doc                             |                                                     |
| 1942        | Went the Day Well?             | caporal alemany                 | No surt als crèdits                                 |
| 1943        | San Demetrio London            | Oficial de control d'artilleria |                                                     |
| 1944        | Cada cop més alt               | Soldat Evan Lloyd               |                                                     |
| 1948        | Broken Journey                 | Bill Haverton                   |                                                     |
| 1948        | The Small Voice                | Murray Byrne                    |                                                     |
| 1949        | Edward, My Son                 | Bronton                         |                                                     |
| 1949        | Trottie True                   | Lord Digby Landon               |                                                     |
| 1950        | Cage of Gold                   | Alan                            |                                                     |
| 1951        | White Corridors                | Neil Marriner                   |                                                     |
| 1952        | Brandy for the Parson          | Bill Harper                     |                                                     |
| 1952        | Gift Horse                     | Tinent Richard Jennings, No. 1  |                                                     |
| 1952        | The Pickwick Papers            | Nathaniel Winkle                |                                                     |
| 1953        | The Net                        | Prof. Michael Heathley          |                                                     |
| 1954        | Beau Brummell                  | Lord Edwin Mercer               |                                                     |
| 1956        | Van Gogh, la passió de viure   | Theo van Gogh                   |                                                     |
| 1957        | El pont del riu Kwai           | Major Clipton                   |                                                     |
| 1958        | The Vikings                    | Egbert                          |                                                     |
| 1959        | Third Man on the Mountain      | Franz Lerner                    |                                                     |
| 1961        | Victoria Regina                | Benjamin Disraeli               |                                                     |
| 1963        | La gran evasió                 | Capità de grup Ramsey "The SBO" |                                                     |
| 1965        | King Rat                       | Dr. Kennedy                     |                                                     |
| 1966        | L'ombra d'un gegant            | Maj. Safir                      |                                                     |
| 1967        | The Jokers                     | Col. Gurney-Simms               |                                                     |
| 1967        | Què va arribar llavors?        | Dr. Mathew Roney                | (Publicada com Five Million Years to Earth als EUA) |
| 1969        | Hannibal Brooks                | Padre                           |                                                     |
| 1969        | The Royal Hunt of the Sun      | King Carlos                     |                                                     |
| 1970        | David Copperfield              | Mr. Murdstone                   | Pel·lícula per televisió                            |
| 1975        | Conduct Unbecoming             | The Doctor                      |                                                     |
| 1978        | La gran dormida                | Inspector Gregory               | (última pel·lícula)                                 |

### Teatre
- "White Guard" (1938)
- "Swords About the Cross" (1938)
- "Weep for the Spring" (1939)
- "Twelfth Night" (1939)
- "King Lear" (1940)
- "Thunder Rock" (1943)
- "The Time of Your Life" (1943)
- "Present Laughter" (1943)
- "This Happy Breed" (1943)
- "The Brothers Karamazov" (`946)
- "The Eagle Has Two Heads" (1947)
- "The Cherry Orchard" (1948)
- "You Never Can Tell" (1948)
- "The Heriress" (1949)
- "Captain Carvallo" (1950)
- "Peter Pan" (1952)
- "Slightly Soiled" (1953)
- "The Dark is Light Enough" (1954)
- "The Gates of Summer"(1956)
- "Face of a Hero" (1960)
- "Write Me a Murder" (1961)
- The Wings of the Dove" (1963)
- "The Doctor's Dilemma" (1963)
- "School for Scandal" (1970)
- "The Marquise" (1971)
- "Emperor Henry IV" (1973)